# Stasiukî, Bar
Stasiukî (în ucraineană Стасюки) este un sat în comuna Cemerîske din raionul Bar, regiunea Vinnița, Ucraina.

## Demografie
Componența lingvistică a localității Stasiukî
     Ucraineană (98,48%)
     Rusă (1,52%)
Conform recensământului din 2001, majoritatea populației localității Stasiukî era vorbitoare de ucraineană (98,48%), existând în minoritate și vorbitori de rusă (1,52%).